# Olga Lawina
Olga Lawina is een stripfiguur uit de Nederlandse stripreeks Agent 327 van Martin Lodewijk.

## Personage
Haar naam is gebaseerd op die van de zangeres Olga Lowina. Ze is van Zwitserse afkomst en tevens in dienst van de organisatie Drie-van-de-Acht en verhuurt zich dikwijls aan de meeste biedende opdrachtgever. Ook heeft ze als professioneel worstelaar en als stripteaseuse gewerkt. Ze is kampioen kruisboogschieten, zeer ervaren in ongewapende gevechten en heeft een panoramische boezem.
Olga Lawina helpt Agent 327 regelmatig met zijn missies. Ze maakte haar debuut in Dossier Zondagskind. Ze is geboren in Zürich op 29 februari, een schrikkeldag. Haar moeder was een avontuurlijke vrouw die de wereld rondreisde en al haar kinderen naar dagen van de week vernoemde. Olga was het achtste kind, maar omdat ze op een schrikkeldag werd geboren kreeg ze een andere naam. Haar broer is booswicht Abraham Zondag. Dit verklaart ook waarom ze vroeger (dubbel)agente van de Zwitserse Geheime Dienst was en altijd wat onbetrouwbaar blijkt tijdens Agent 327's missies.

## Uiterlijk
In de vroege albums is Olga al een lange, slanke vrouw, maar haar ogen en boezem zijn nog van normale grootte. In latere albums maakt ze als een van de weinige hoofdfiguren in de serie een opmerkelijke fysieke verandering door. Haar ogen worden groter en blauwer, ze blijkt een navelpiercing te hebben en gedraagt zich steeds promiscuer. Vooral haar borsten zijn opvallend groter geworden en blijken een prima schuilplaats voor draadloze telefoons en revolvers. Haar (naakte) uiterlijk is een doorlopende grap in vooral de nieuwe serie. Olga draagt bij voorkeur steeds minder en ook steeds minder verhullende kleding. "Ik hou wel van strak", is haar commentaar. Hoewel 327 haar in De gesel van Rotterdam vermoedelijk bloot heeft gezien op een podium tijdens een dans/stripnummer, krijgt de lezer pas in Het oor Van Gogh haar lichaam te zien; weliswaar op een schilderij, maar geheel ontkleed.
Olga Lawina heeft ook een eigen bureau: "BIPS" (Beautiful Important People Security), waarbij ze haar diensten als "lijfwacht" aanbiedt. Ze neemt deze term vrij letterlijk en duikt steevast met de beroemdheden onder de lakens.